# Catedral (metropolitana di Buenos Aires)
Catedral è una stazione della metropolitana di Buenos Aires, capolinea della linea D. Si trova sotto  avenida Presidente Roque Sáenz Peña, nell'isolato compreso tra la calle San Martín e calle Florida, nel barrio di San Nicolás.
È un'importante stazione di scambio perché permette l'accesso a quella di Perú della linea A e quella di Bolívar della linea E.
La stazione è stata proclamata monumento storico nazionale il 16 maggio 1997.

## Storia
La stazione, costruita dalla compagnia ispano-argentina CHADOPyF è stata inaugurata il 3 giugno 1937, quando fu aperto al traffico il primo segmento della linea D compreso tra Catedral e Tribunales. Originariamente era chiamata Florida. Prende il suo nome dalla vicina cattedrale di Buenos Aires.

## Interscambi
Nelle vicinanze della stazione effettuano fermata diverse linee di autobus urbani ed interurbani.
- Fermata metropolitana (Perú, linea A)
- Fermata metropolitana (Bolívar, linea E)
- Fermata autobus

## Servizi
La stazione dispone di:
- Biglietteria a sportello
- Biglietteria automatica